# First Vienna FC 1988/1989
Sezóna 1988/89 skončila pro rakouský klub First Vienna FC 1894 pátým místem v nejvyšší soutěži. Klub se tak kvalifikoval do Poháru UEFA 1989/90, což byla pro klub druhá a doposud (k 2025/26) poslední účast v evropských soutěžích. V této sezóně klub také hrál pohár UEFA, kde vypadl ve 2. kole.
Domácím stadionem byl Hohe Warte Stadium. Nejvyšší domácí návštěvnost byla 7000 lidí a nejnižší domácí návštěvnost byla 1000 lidí.

## Soupiska
| Hráč                  | Nár.           | 1. liga  | 1. liga  | pohár    | pohár    | pohár UEFA | pohár UEFA |          |          |          |          |
|                       |                | Zápasy   | Góly     | Zápasy   | Góly     | Zápasy     | Góly       |          |          |          |          |
| Brankáři              | Brankáři       | Brankáři | Brankáři | Brankáři | Brankáři | Brankáři   | Brankáři   | Brankáři | Brankáři | Brankáři | Brankáři |
| --------------------- | -------------- | -------- | -------- | -------- | -------- | ---------- | ---------- | -------- | -------- | -------- | -------- |
| Gottfried Angerer     | Rakousko       | 36       | 0        | 4        | 0        | 4          | 0          |          |          |          |          |
| Werner Hebenstreit    | Rakousko       | 1        | 0        | 0        | 0        | 0          | 0          |          |          |          |          |
| Obránci               |                |          |          |          |          |            |            |          |          |          |          |
| Thomas Niederstrasser | Rakousko       | 30       | 2        | 4        | 1        | 4          | 0          |          |          |          |          |
| Jiří Ondra            | Československo | 33       | 1        | 4        | 0        | 4          | 0          |          |          |          |          |
| Zoltán Péter          | Maďarsko       | 19       | 6        | 2        | 1        | 4          | 0          |          |          |          |          |
| Kurt Russ             | Rakousko       | 35       | 6        | 4        | 0        | 4          | 0          |          |          |          |          |
| Christian Salaba      | Rakousko       | 10       | 0        | 1        | 0        | 0          | 0          |          |          |          |          |
| Peter Webora          | Rakousko       | 17       | 0        | 2        | 1        | 3          | 0          |          |          |          |          |
| Záložníci             |                |          |          |          |          |            |            |          |          |          |          |
| Gerald Glatzmayer     | Rakousko       | 34       | 7        | 3        | 0        | 4          | 2          |          |          |          |          |
| Andreas Heraf         | Rakousko       | 34       | 9        | 3        | 1        | 4          | 0          |          |          |          |          |
| Ewald Jenisch         | Rakousko       | 29       | 2        | 4        | 0        | 2          | 0          |          |          |          |          |
| Kimmo Lipponen        | Finsko         | 14       | 1        | 2        | 1        | 0          | 0          |          |          |          |          |
| Norbert Lindner       | Rakousko       | 13       | 0        | 2        | 0        | 0          | 0          |          |          |          |          |
| Ernst Mader           | Rakousko       | 32       | 6        | 3        | 0        | 3          | 0          |          |          |          |          |
| Josef Marko           | Rakousko       | 8        | 0        | 3        | 0        | 1          | 0          |          |          |          |          |
| Helmut Slezak         | Rakousko       | 15       | 1        | 1        | 1        | 1          | 0          |          |          |          |          |
| Stefan Szabo          | Rakousko       | 3        | 0        | 0        | 0        | 0          | 0          |          |          |          |          |
| Útočníci              |                |          |          |          |          |            |            |          |          |          |          |
| Alfred Drabits        | Rakousko       | 22       | 7        | 2        | 2        | 3          | 1          |          |          |          |          |
| Andreas Nader         | Rakousko       | 5        | 0        | 0        | 0        | 0          | 0          |          |          |          |          |
| Gerald Schober        | Rakousko       | 0        | 0        | 0        | 0        | 1          | 0          |          |          |          |          |
| Gerhard Steinkogler   | Rakousko       | 34       | 7        | 4        | 2        | 4          | 1          |          |          |          |          |
| Günther Vidreis       | Rakousko       | 35       | 4        | 3        | 0        | 4          | 0          |          |          |          |          |

Zdroj: 